# Band-Maid
Band-Maid (яп. バンドメイド Бандомэйдо,  стилизуется как BAND-MAID) — японская хард-рок-группа, сформированная в 2013 году. В её состав входят ритм-гитаристка/вокалистка Мику Кобато, соло-гитаристка Канами Тоно, барабанщица Аканэ Хиросэ, басистка Миса и вокалистка Сайки Ацуми. Группа сочетает в себе рок-музыку и образ горничной, подобный японским мэйдо-кафе. На данный момент у них подписан контракт с Pony Canyon.

## История

### 2013—2014: Ранние годы иMaid in Japan
Группа была основана в июле 2013 года. Идея совмещения рок-музыки и образа горничной принадлежит ритм-гитаристке/вокалистке группы Мику Кобато, которая вдохновилась японской группой Tokyo Jihen и ранее работала в мэйдо-кафе в Акихабаре. Кобато пригласила в группу гитаристку Канами Тоно, найдя её в интернете. Тоно, которая в это время выступала как певица и автор песен, позвала в группу свою подругу — барабанщицу Аканэ Хиросэ. В свою очередь Хиросэ пригласила в группу басистку Мису, вместе с которой она выступала в составе различных сессионных групп. 24 июля 2013 года они впервые выступили на PP Audition в Osaka Deep как квартет с Мику Кобато в качестве вокалистки. Затем группа решила добавить ещё одну вокалистку с другим типом голоса, чтобы иметь возможность исполнять более разнообразные композиции, и через прослушивание в группу была приглашена вокалистка Сайки Ацуми. Их первое выступление в составе из пяти человек состоялось 22 августа 2013 года на P Festival в Shibuya-AX. В 2013 году группа подписала контракт с Grump Records (ответвлением агентства-талантов Platinum Passport).
С момента образования Band-Maid регулярно выступали на разных площадках в Токио. В январе 2014 года группа выпустила свой первый альбом Maid in Japan. В августе этого же года группа выпустила макси-сингл 愛と情熱のマタドール (Аи то дзёнэцу но матадору, Матадор Любви и Страсти).

### 2015—2017: Международное признание,New Beginning,Brand New MaidиJust Bring It
Группа впервые была замечена международной публикой, когда в апреле 2015 года англоязычная радио-станция JRock Radio добавила музыкальное видео на песню «Thrill» (один из двух дополнительных треков макси-сингла 愛と情熱のマタドール) на свою страницу в Facebook, где оно собрало более одного миллиона просмотров в течение года. В ноябре 2015 года Band-Maid выпустили свой второй альбом New Beginning, с которым они впервые попали в чарты, заняв 64-е место в японском еженедельной хит-параде альбомов Oricon. В феврале 2016 года группа провела тур в поддержку альбома по концертным площадкам Токио. Тур завершился аншлаг-концертом 14 февраля.
В марте 2016 года состоялось первое выступление группы за пределами Японии на Sakura-Con в Сиэтле, США.
В мае группа подписала контракт с лейблом Nippon Crown и выпустила свой третий альбом Brand New Maid. Альбом достиг 19-й позиции в еженедельном чарте альбомов Oricon. В октябре и ноябре 2016 года группа отправилась в свой первый мировой тур, посетив Мексику, Великобританию, Францию, Германию, Испанию, Италию, Польшу и Гонгконг.
В январе 2017 года группа выпустила свой четвёртый альбом Just Bring It, который достиг 16-го места в еженедельном чарте альбомов Oricon. Альбому предшествовал сингл «YOLO», выпущенный в ноябре 2016 года. Band-Maid появились на фестивале Golden Melody Awards 2017 в Тайване 23-24 июня. В июле 2017 года был выпущен макси-сингл «Daydreaming / Choose Me». В этом же году группа записала кавер-версию на песню «Honey» для трибьют-альбома японской группы Mucc.

### 2018—2019:World DominationиConqueror
Группа выпустила свой пятый альбом World Domination 14 февраля 2018 года. Запись достигла 9-го места в чарте еженедельных альбомов Oricon. В этот же день Band-Maid переиздали свой дебютный альбом Maid in Japan 2014 года с двумя бонусными треками. Хотя первоначальная версия этого альбома не попала в чарты, переизданная версия достигла 26-го места в чарте еженедельных альбомов Oricon.
Макси-сингл «Start Over» был выпущен 25 июля 2018 года.
CD синглы «Glory» и «Bubble» были выпущены 16 января 2019 года. Песня «Glory» стала второй закрывающей темой для второго сезона аниме Yu-Gi-Oh! VRAINS, в то время как «Bubble» стала саундтреком для японского сериала Perfect Crime. Позже Band-Maid подписали контракт с Revolver Records и выпустили мини-альбом Band-Maiko в апреле 2019 года. Вместо нарядов горничной в этом альбомы участницы использовали костюмы майко. Для этого релиза некоторые старые песни группы были перезаписаны с применением японских традиционных инструментов и киотского диалекта. В апреле 2019 года группа объявила о туре по Великобритании, Франции, Германии, Тайваню и США в сотрудничестве с Live Nation Entertainment.
Шестой альбом группы Conqueror был выпущен в цифровом формате 4 декабря 2019 года и через неделю на физических носителях. Альбом содержит песню «The Dragon Cries», спродюсированную Тони Висконти. Альбом дебютировал на 9-м месте в еженедельном чарте альбомов Oricon и под номером один в еженедельном чарте рок-альбомов Oricon.

### 2020—2023: Подписание контракта с Pony Canyon,Unseen WorldиUnleash
В конце 2020 года группа покинула Revolver Records и подписала контракт с Pony Canyon. В декабре 2020 года группа выпустила несингловый трек «Different», который стал вступительной темой для третьего сезона аниме Log Horizon. Седьмой студийный альбом группы Unseen World был выпущен в январе 2021 года. Он дебютировал на 8-м месте в еженедельном чарте альбомов Oricon, на 1-м месте в еженедельном чарте рок-альбомов Oricon и достиг 6-й позиции в японском чарте новых альбомов Billboard Japan. 
В январе 2021 года бренд гитар Zemaitis выпустил фирменную гитару под названием «Flappy Pigeon» для ритм-гитаристки Мику Кобато. 1 апреля 2021 года она выпустила свою сольную песню «Peace & Love» под сценическим псевдонимом Cluppo (яп. くるっぽー куруппо:). Неожиданный релиз был дополнен созданием официальных аккаунтов в различных соцсетях и официальным сайтом.
Band-Maid появились с камео в фильме Netflix «Кейт», сыграв самих себя. В фильме также используются песни группы «Blooming» и «Choose Me». В октябре 2021 года был выпущен сингл «Sense», который стал главным саундтреком для аниме Platinum End. В декабре 2021 года Band-Maid объявили о втором туре по США, включая выступление на фестивале «Aftershock», который состоялся в конце 2022 года. Песня «Choose Me» была использована в американском супергеройском ТВ-сериале «Миротворец». В марте Мику Кобато выпустила мини-альбом Hatoful под своим сценическим псевдонимом Cluppo. В июле 2022 года Кобато выпустила неальбомный сингл Cluppo «With You», который послужил заключительной темой японского аниме-сериала Smile of the Arsnotoria. 21 сентября 2022 года группа выпустила мини-альбом Unleash. 6 ноября Band-Maid выступали на разогреве у Guns N’ Roses во время их тура «We're F'N' Back!».
В начале января 2023 года группа объявила о туре в честь своего десятилетия, который начался в марте в Японии, затем состоялись концерты в США в мае и августе, кульминацией тура стало выступление в Иокогаме на Yokohama Arena в ноябре 2023 года. В течение этого года группа также выступила на нескольких рок-фестивалях в США: Welcome to Rockville, Sonic Temple Art & Music Festival и Pointfest в мае 2023 года, а также Lollapalooza в августе 2023 года. В августе 2023 года группа выпустила свой первый сборник в честь своего десятилетия. В этом же месяце группа выпустила сингл «Shambles», который стал закрывающей темой для второго сезона аниме Kengan Ashura.

### 2024—настоящее время:Epic Narratives
17 апреля 2024 года Band-Maid выпустили «Bestie», песню, написанную совместно с Майком Эйнцигером из группы Incubus. 1 мая Band-Maid выступили на разогреве шоу Incubus в Токио. 12 июня Band-Maid выступили вместе с мексиканской рок-группой The Warning на их совместном шоу. В июле группа выпустила сингл «Protect You», который был использован в качестве заключительной темы для аниме Grendizer U. 7 августа была выпущена песня «Show Them», записанная совместно с The Warning и исполненная вместе с ними на концерте. 25 сентября группа выпустила свой восьмой студийный альбом Epic Narratives. Песня «Zen» была использована как опенинг для аниме Zenshu. Песня «Ready to Rock» была использована как опенинг для аниме Rock is a Lady's Modesty, для которого участницы группы также выступили моделями для захвата движения в сценах игры на музыкальных инструментах.
Группа планирует выпустить новый мини-альбом в 2025 году.

## Состав
- Мику Кобато (яп. 小鳩 ミク Кобато Мику) — ритм-гитара, вокал
- Канами Тоно (яп. 遠乃 歌波 То:но Канами) — соло-гитара
- Аканэ Хиросэ (яп. 廣瀬 茜 Хиросэ Аканэ) — барабаны
- Миса (яп. ミサ) — бас-гитара
- Сайки Ацуми (яп. 厚見 彩姫 Ацуми Сайки) — вокал

## Дискография

### Студийные альбомы
- 2014 — Maid in Japan
- 2015 — New Beginning
- 2016 — Brand New Maid
- 2017 — Just Bring It
- 2018 — World Domination
- 2019 — Conqueror
- 2021 — Unseen World
- 2024 — Epic Narratives

### Мини-альбомы
- 2019 — Band-Maiko
- 2022 — Unleash